# Gilbert Delahaye
Gilbert Delahaye (Franqueville-Saint-Pierre, 19 maart 1923 - 6 december 1997) was een Belgisch auteur van kinderboeken. Hij is voornamelijk bekend van de boekenreeks Tiny.
Delahaye werd geboren in het Franse Franqueville-Saint-Pierre nabij Rouen. Zijn moeder was Française en zijn vader was een Belg. Hij woonde in zijn jeugdjaren in Duinkerke en studeerde in Doornik. In 1944 werkte hij als typograaf bij uitgeverij Casterman. In 1954 startte hij met het schrijven van de kinderboekenreeks Tiny, die door Marcel Marlier geïllustreerd werd. Hij overleed in 1997 op 74-jarige leeftijd.
Zijn eerste Tiny boek, Martine à la ferme (Tiny op de boerderij) wordt in de Franse film L'Auberge espagnole vermeld. Een van de hoofdpersonages, Martine (Audrey Tautou) vertelt dat ze is genoemd naar Delahaye's "Martine".
Op de Nederlandstalige uitgaven van Tiny verscheen zijn vernederlandste naam: Gijs Haag.
- Biblioteca Nacional de España: XX903430
- Bibliothèque nationale de France: cb11899181t (data)
- Gemeinsame Normdatei: 1136137351
- International Standard Name Identifier: 0000 0001 2144 6560
- Library of Congress Control Number: n85034583
- Nationale Bibliotheek van Letland: 000015989
- MusicBrainz: 541d2ed6-706b-40d7-a446-c02571dfb8a0
- Nationale Bibliotheek van Tsjechië: xx0203193
- Nationale Bibliotheek van Israël: 987007271361005171
- Nederlandse Thesaurus van Auteursnamen: 174408315
- LIBRIS: 312976
- Système universitaire de documentation: 026818574
- Trove: 807100
- Virtual International Authority File: 97521758
- WorldCat: E39PBJtcGfbbBM4xqY3dwT4yVC